# 北朝鮮による飛翔体発射実験 (2023年)
2023年の北朝鮮による飛翔体発射実験（きたちょうせんによるひしょうたいはっしゃじっけん）では、朝鮮民主主義人民共和国（北朝鮮）によって2023年（主体112年）に発射された弾道ミサイルや巡航ミサイルやロケット弾などの飛翔体全般について記述する。

## 発射日時
以下、日時はUTC+9（日本標準時・韓国標準時・平壌時間）である。

### 1月
- 1月1日 - 韓国軍の発表によると、午前2時50分頃、北朝鮮が首都・平壌から東の方角に短距離弾道ミサイル1発を発射。最高高度はおよそ100キロ、飛行距離はおよそ350キロ飛行し、日本のEEZ外の日本海に落下[1]。

### 2月
- 2月18日 - 韓国軍の合同参謀本部の発表によれば、北朝鮮が東へ向けミサイル発射。海上保安庁は午後6時30分にミサイルは「すでに落下したものとみられる」と発表。防衛省によればミサイルは午後5時21分頃発射され、最高高度約5700キロで約900キロ飛翔し、午後6時27分頃北海道西側のEEZ内に落下したという[2]。翌19日に北朝鮮国営の朝鮮中央通信は火星15を高角度で発射したと報じた[3]。
- 2月20日 - 防衛省などの発表によれば、午前6時59分ごろと午前7時10分ごろにそれぞれ1発ずつ東側へ向けて弾道ミサイルを発射した[4]。
- 2月23日 - 戦略巡航ミサイル「ファサル2型」4発を日本海に向けて発射する訓練を行った[5]。

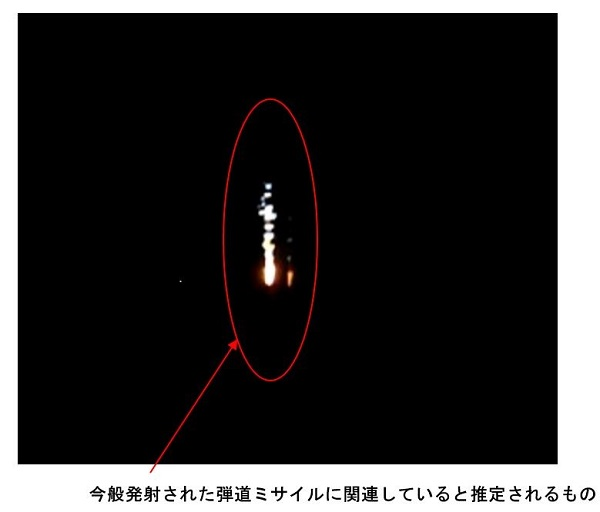
航空自衛隊が捉えたミサイルに関連していると推定されるもの（2月18日）

### 3月
- 3月9日 - 北朝鮮が短距離弾道ミサイル[6]を発射。
- 3月13日 - 巡航ミサイル2発を潜水艦から発射する訓練を実施[7]。
- 3月14日 - 弾道ミサイルを2発発射[8][9]。
- 3月16日 - 防衛省の発表によれば、北朝鮮が午前7時9分ごろに長距離弾道ミサイルを発射し、午前8時19分頃日本のEEZ外に落下した[10]。
- 3月19日 - 防衛省によると、北朝鮮は午前11時5分頃に北朝鮮西岸付近から弾道ミサイル1発を東方向に向けて発射。ミサイルは最高高度50キロ、飛行距離800キロを飛行し日本の排他的経済水域の外側の日本海に落下したと推定される[11]。
- 3月22日 - 北朝鮮の発表によると、戦略巡航ミサイル「ファサル1号」の2発と「ファサル2号」の2発の合わせて4発を日本海に向けて発射。ミサイルは最長約2時間半飛行した[12]。
- 3月27日 - 北朝鮮が弾道ミサイルを2度発射[13]。

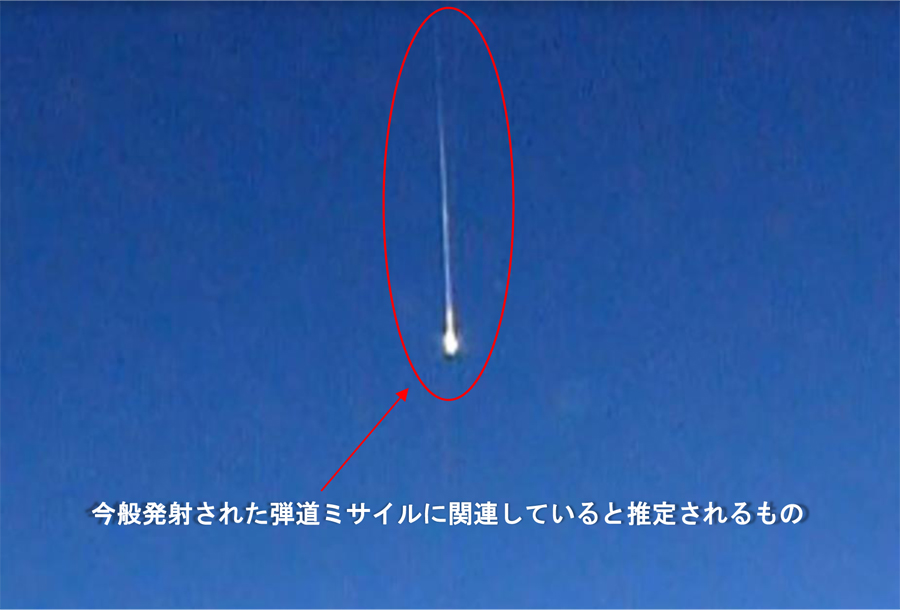
航空自衛隊が捉えたミサイルに関連していると推定されるもの（3月16日）

### 4月
- 4月13日 - 午前7時22分頃[14]、北朝鮮が平壌付近から大陸間弾道ミサイル「火星18型」の1発を日本海に向けて発射。午前7時55分頃、日本政府は北海道周辺に落下する可能性があるとして、北海道を対象にJアラートを発令。午前8時頃にレーダーから消失し、ミサイルが日本海に落下したとみられ情報を訂正した。同月21日に防衛省が発表した分析結果によると、ミサイルは3段式で、1段目は通常の角度で発射され、2段目以降は進路を北方面へ変えながら通常より角度をつけた「ロフテッド軌道」で飛行し、日本の排他的経済水域の外側に落下したと推定される[15][16][17]。

### 5月
- 5月29日 - 北朝鮮が5月31日午前0時から、6月11日午後12時までの間に人工衛星を発射すると海上保安庁に通告した[18]。政府は岸田文雄総理大臣の指示として以下のものを発表した[19]。

1. 関係省庁間で協力し、情報の収集・分析に万全を期し、国民に対して、適切に情報提供を行うこと
2. 米国や韓国等関係諸国と連携し、北朝鮮が発射を行わないよう、強く自制を求めること
3. 不測の事態に備え、万全の態勢をとること

以上の3つの事項を関係省庁に指示した。
また、浜田靖一防衛大臣はこのミサイルに対し自衛隊に破壊措置命令を出した。
- 5月31日 - 北朝鮮の朝鮮中央通信は31日、国家宇宙開発局が同日午前6時27分、北西部東倉里の西海衛星発射場から上記の軍事偵察衛星を打ち上げたと報じた。ロケットの2段目のエンジン点火に異常が発生し朝鮮半島西方の黄海に墜落する「事故」が起きたと説明[21]、失敗を認めた。可能な限り早期に再打ち上げを断行するとしている。日本政府は同６時半、沖縄県を対象にＪアラートで北朝鮮がミサイルを発射したもようと速報、その後、日本に飛来しないとみられると発表した。岸田文雄首相は「弾道ミサイルと思われるものが発射された」と述べた。

### 6月
- 6月15日 - 韓国軍合同参謀本部によると、午後7時30分頃、北朝鮮が首都・平壌付近から2発の短距離弾道ミサイルを日本海に向けて発射。防衛省によると石川県沖の日本の排他的経済水域(EEZ）の内側にいずれも落下[22]。

### 7月
- 7月12日 - 防衛省によると、午前9時59分頃に北朝鮮が平壌近郊から1発の弾道ミサイルを東方向に向けて発射。発射から74分後の午前11時13分頃、ミサイルは北海道の奥尻島の西方250キロの日本の排他的経済水域の外側に落下。飛行時間は過去最長となった[23]。
- 7月19日 - 午前3時19分頃と午前3時45分頃に、北朝鮮が平壌北部・順安付近からそれぞれ短距離ミサイル1発を発射。1発目のミサイルは飛行距離約550キロ、2発目のミサイルは600キロ。最高高度は2発とも50キロの変則軌道で飛行し、日本の排他的経済水域の外側の日本海に落下したと推定される[24]。岸田文雄首相は、政府専用機内から情報収集・分析、航空機・船舶の安全確認、不測の事態への万全の備えを指示した。政府は官邸危機管理センターに設置している官邸対策室で情報を集約し、関係省庁の局長級による緊急参集チームを招集して対応を協議した[25]。
- 7月22日 - 午前4時頃、北朝鮮が巡航ミサイル数発を黄海に向け発射[26]。
- 7月24日 - 午後11時54分頃と午後11時59分頃に北朝鮮が平壌付近から日本海に向けてそれぞれ1発の短距離弾道ミサイルを発射。飛翔距離は1発目が350キロ、2発目が400キロ。最高高度は2発とも100キロ。いずれも日本の排他的経済水域の外側に落下したと推定される[27]。これで今年に入って14回目の発射になった[28]。

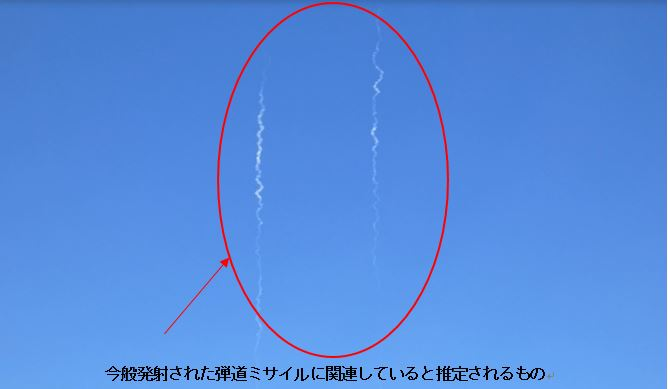
航空自衛隊が捉えたミサイルに関連していると推定されるもの（7月12日）

### 8月
- 8月24日 - 午前3時51分頃に北朝鮮北西部・西海衛星発射場から弾道ミサイル技術を用いて、千里馬1型ロケットを発射。その後、ロケットは複数に分離し午前3時58分頃に朝鮮半島の西方に約300キロメートルの黄海に、午前3時59分頃に朝鮮半島の南西に約350キロメートルの東シナ海に落下。その後もロケットの一部は飛行し続け、午前4時頃に沖縄本島と宮古島の間の上空を通過し、04時05分頃にフィリピンの東方の約600キロメートルの太平洋に落下。また打ち上げ失敗について北朝鮮国家宇宙開発局は、ロケットの1段目と2段目は正常に飛行したが、3段目に非常爆発システムが作動したと発表した[29][30]。
- 8月30日 - 防衛省は8月30日の午後11時45分頃に北朝鮮が弾道ミサイルの可能性があるものを発射したと発表し、その後すでに落下したとみられると発表。[31]。政府によると、午後11時38分と46分に北朝鮮西岸から北東の方向に向けて弾道ミサイルを2発発射し、いずれも350~400キロ飛行し日本の排他的経済水域の外側に落下したとみられる[32]。

### 9月
- 9月2日 - 韓国軍合同参謀本部によると、午前4時頃に北朝鮮が黄海に向けて巡航ミサイル数発を発射[33][34]。また、北朝鮮によると、北朝鮮西部から黄海に向けて長距離戦略巡航ミサイル2発を発射。ミサイルは1500キロの距離を2時間8分飛行し、目標の上空で爆発したと発表[35]。
- 9月13日 - 防衛省によれば午前11時41分ごろと51分ごろの2回、東に向けて弾道ミサイルが発射された[36]。最高高度は共に50kmで[36]、飛翔距離は1発目が350kmほどで2発目が650kmほどとしており[36]、「防衛関係者」は指導者がいなくても発射できることを「見せつけた」としている[36]。

### 11月
- 11月21日 - 韓国聯合ニュースによれば、韓国軍合同参謀本部が「北朝鮮が『北朝鮮が主張する軍事衛星』を南の方向に発射した」と発表[37]。日本政府は午後10時46分に、「北朝鮮から弾道ミサイルの可能性があるものが発射された」として沖縄県を対象にJアラートを発令[38]。官邸危機管理センターによると、発射されたミサイルは午後10時55分頃沖縄県の上空を飛翔し、太平洋へ通過したとして、午後11時15分に避難の呼びかけを解除したという[39]。また日本政府関係者の話として「北朝鮮が発射した人工衛星とみられる物体が『衛星軌道に乗ったとみられる』」とも報じた[40]。しかし、「軌道に乗っていない」という報道へ訂正された[41]。北朝鮮は「軍事偵察衛星投入成功」と主張しており、衛星の運用も行っていると主張している[42]。日本政府も11月24日に「何らかの物体が地球を周回している」こと自体は認めている[43]。何らかの物体の周回は2016年以来7年ぶりである[44]。なお日本政府によって「何らかの物体」とされた飛翔体は、アメリカ合衆国に依って衛星番号が与えられた[45]。

- 11月22日 - 韓国軍合同参謀本部の発表によると、23時05分頃に北朝鮮が順安付近から弾道ミサイルを発射したものの失敗する[46]。

### 12月
- 12月17日 - 防衛省の発表によると、22時37分頃に北朝鮮西岸から東方向に1発の弾道ミサイルが発射され、日本海の日本の排他的経済水域の外側に落下。最高高度は約50Km、飛翔距離は約400Km[47]。
- 12月18日 - 防衛省によると、8時24分頃に北朝鮮が平壌付近から1発のICBM級のミサイルを発射。ミサイルは73分飛行した後、9時37分頃に北海道・奥尻島の北西に約250Kmの日本の排他的経済水域の外側の日本海に落下したと推定される。また、ミサイルの飛翔距離は約1000Km、最高高度は約6000Kmだと推定される[48]。翌日19日に北朝鮮は発射したのは火星18だと発表した[49]。

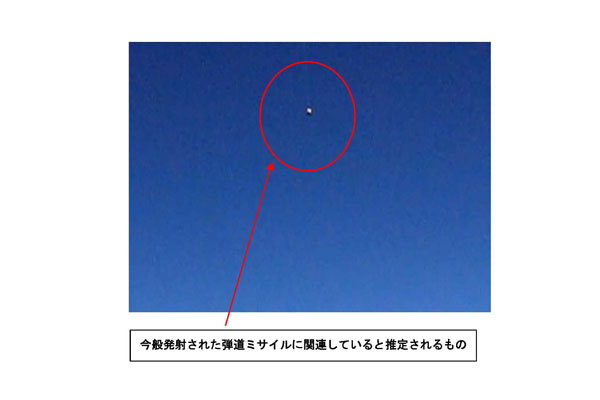
航空自衛隊が捉えたミサイルに関連していると推定されるもの（12月18日）